# Cayetano Cardero de la Vega
Cayetano Cardero de la Vega (Isla de León, 29 de gener de 1799 - Madrid, 30 de juliol de 1862) fou un militar espanyol.

## Biografia
Fill de José Cardero i de Rosalía de la Vega, va ingressar en l'exèrcit de cadet el 13 de gener de 1809, el 2 de febrer de 1812 fou destinat a defensar Isla de León dels francesos. En 1813 ingressà a l'Acadèmia Militar i en 1815 assolí el grau de sotstinent, tot i que no es va efectiu fins 1821. L'11 de març de 1820 va participar en la proclamació de la constitució espanyola a Màlaga i va donar suport el trienni liberal. Quan el 1823 els Cent Mil Fills de Sant Lluís van invadir Espanya va lluitar a Ceuta i Isla de León. De 1823 a 1827 fou apartat de l'exèrcit, fins que es va reintegrar amb el grau de tinent.
A la mort de Ferran VII d'Espanya va donar suport a la seva filla Isabel II i el 1834 va lluitar a Catalunya en la Primera Guerra Carlina. El 18 de gener de 1835, com a tinent del Regiment d'Aragó, va encapçalar un pronunciament de caràcter liberal a Madrid. Malgrat el seu fracàs, fou alliberat i després de diversos destins, va anar a Mallorca per ordre de l'aleshores Capità General de Catalunya Manuel de Llauder i de Camín. El 1836 fou ascendit primer a capità i després a tinent coronel i va rebre la gran creu de l'orde de Sant Hermenegild i la Creu Llorejada de Sant Ferran. El 1836 fou elegit diputat a les Corts per Cadis i en 1841 guardonat com a comanador de l'Orde d'Isabel la Catòlica.
De 1841 a 1842 fou cap polític (governador civil de la província de Badajoz, on va dissoldre la Milícia Nacional. En 1843 fou ascendit a coronel i elegit diputat per Badajoz, però no ocupà l'escó per haver estat bandejar a les Illes Canàries fins 1847. En 1854 ascendí a brigadier d'Infantería i fou elegit diputat per Badajoz (districtes de Plasencia i Zafra) en 1853, 1856 i 1858. En 1854, a més, fou nomenat governador civil de Saragossa i de Màlaga i va rebre la gran creu de l'Orde d'Isabel la Catòlica. En 1856 fou governador civil de Madrid.